# Corre (Haute-Saône)
Corre is een gemeente in het Franse departement Haute-Saône (regio Bourgogne-Franche-Comté) en telt 589 inwoners (2011). Het dorp ligt aan de Saône, die benedenstrooms van dit dorp bevaarbaar is.

## Geografie
De oppervlakte bedraagt 9,13 km², de bevolkingsdichtheid is 64,5 inwoners per km².
De onderstaande kaart toont de ligging van Corre (Haute-Saône) met de belangrijkste infrastructuur en aangrenzende gemeenten.

## Demografie
Onderstaande figuur toont het verloop van het inwonertal (bron: INSEE-tellingen).

1. ↑  Populations de référence 2022.